# Risnjak
Le Risnjak est un sommet du massif Snežnik-Risnjak dans la chaîne des Alpes dinariques. Situé en Croatie dans la province de Gorski Kotar, il culmine à 1 528 mètres d’altitude. Le Snežnik (1 796 mètres), plus haut sommet du massif, est localisé plus au nord en Slovénie.

## Toponymie
Le nom de la montagne tire son origine dans le mot Croate Ris qui signifie « Lynx ».

## Géographie
Dans la montagne, les étés sont chauds, les automnes et les printemps sont pluvieux tandis que les hivers sont rigoureux. La neige est présente durant près de 5 mois et la couche peut atteindre plus de 4 mètres d'épaisseur. La région accueille également la source de la rivière Kupa.

## Histoire
Cette montagne fut le lieu d'affrontement entre les forces italiennes d'occupation et les partisans yougoslaves entre le 12 juillet et 7 août 1942 lors de l'opération Risnjak.

## Protection environnementale
La région, qui possède une faune et une flore de grand intérêt, est protégée au sein du parc national de Risnjak depuis 1953. L'accès au parc est payant et des règles strictes s'appliquent quant à la protection du site.